# لیندزی ویلسون
لیندزی ویلسون (انگلیسی: Lindsay Wilson؛ زادهٔ ۱۵ اکتبر ۱۹۴۸) قایقران روئینگ اهل نیوزیلند بود.
وی در مسابقات کشوری و بین‌المللی در مجموع برندهٔ ۲ مدال طلا، ۳ مدال برنز شده‌است.